# ヤルマル・シーラスヴオ
ヤルマル・フリドルフ・シーラスヴオ（Hjalmar Fridolf Siilasvuo, 1892年3月18日 – 1947年1月11日）は、フィンランドの軍人。最終階級は中将。
1934年、北エステルビョッテン軍区司令官に任命。冬戦争時、 スオムッサルミの戦いで、寡兵でソ連軍の約2個師団相当を包囲殲滅した、国民的英雄。継続戦争では1941年、第III軍団長に任命され、同年6月、ノルウェー駐留ドイツ軍の作戦指揮下のもと、北極狐作戦に参加して、クーサモ、スオムサラミから、ムルマンスク鉄道を遮断するべく攻撃作戦をおこなった。本作戦時にはフィンランド第III軍団の指揮下に第6SS山岳師団 ノルトが配属されているが、これは武装SSの部隊が（ドイツ国防軍以外の）外国軍人の指揮下に入った唯一の例である。
1942年～1944年、教育総監。1944年、第III軍団長に再任され、カレリア地峡（ケクスゴルム方面）に展開し、ヴオクシン水系を防衛した。1944年中盤、ドイツ特務機関がフィンランドでの軍事クーデターを計画した時、シーラスヴオはその総司令官候補と見られていた。
ソ連との休戦協定署名後、1944年9月末、ラップランド軍（約7万5千人）司令官に任命され、ラップランド戦争ではドイツ軍と戦った。同年10月、攻勢を開始し、11月20日までに国境線まで進出した。1944年～1947年、第1師団長。